# Сенека (футбольний клуб)
«Сенека» (ісп. Séneca Club de Fútbol) — іспанський футбольний клуб із міста Кордова, розташований в автономній спільноті Андалусія. Заснований у 1963 році, клуб спеціалізується на молодіжному футболі.
У 2000-х роках клуб мав дорослу чоловічу команду, яка виступала в регіональних лігах, а старша жіноча команда грала в дивізіоні Сегунда 2011-12.

## Історія сезонів
| Сезон     | Рівень         | Дивізіон       | Місце          | Кубок Іспанії |
| --------- | -------------- | -------------- | -------------- | ------------- |
| 1973–74   | 6              | 3ª Reg.        | 1-е            |               |
| 1974–2000 | Не брав участі | Не брав участі | Не брав участі |               |
| 2000–01   | 6              | 1ª Reg.        | 7-е            |               |
| 2001–02   | 6              | 1ª Reg.        | 1-е            |               |
| 2002–03   | 5              | Рег. Преф.     | 9-е            |               |
| 2003–04   | 5              | Рег. Преф.     | 15-е           |               |
| 2004–05   | 6              | Рег. Преф.     | 14-е           |               |

## Відомі гравці
Список гравців, які виступали в Ла Лізі або отримали міжнародне визнання:
- Мігель Баеса
- Антоніо Бланко
- Рафаель Клаверо
- Рубен Куеста
- Гаспар Гальвес
- Альваро Медран
- Ману Ніето
- Альфонсо Педраса
- Хаві Пінеда
- Кіні
- Антоніо Раїльйо
- Альберто Торіль